# Liste der Monuments historiques in Melun
Die Liste der Monuments historiques in Melun führt die Monuments historiques in der französischen Stadt Melun auf.

## Liste der Bauwerke
| Bezeichnung             | Beschreibung | Standort                                                                 | Kennzeichnung | Schutzstatus | Datum     | Bild           |
| ----------------------- | ------------ | ------------------------------------------------------------------------ | ------------- | ------------ | --------- | -------------- |
| Stiftskirche Notre-Dame |              | (Lage)                                                                   | PA00087096    | Classé       | 1840      | weitere Bilder |
| Couvent des Récollets   |              | 11, rue Fréteau-de-Pény (Lage)                                           | PA00132994    | Inscrit      | 1994      | weitere Bilder |
| Kirche St-Aspais        |              | (Lage)                                                                   | PA00087097    | Classé       | 1914      | weitere Bilder |
| Kirche St-Barthélemy    |              | Place de la Préfecture (Lage)                                            | PA00087098    | Inscrit      | 1946      | weitere Bilder |
| Hôtel de préfecture     |              | (Lage)                                                                   | PA00087095    | Inscrit      | 1946      | weitere Bilder |
| Hôtel de la Vicomté     |              | 4, quai de la Courtille (Lage)                                           | PA00087099    | Inscrit      | 1927      | weitere Bilder |
| Haus                    |              | 5, rue du Lin 1, rue du Presbytère (Lage)                                | PA00087100    | Inscrit      | 1927      | weitere Bilder |
| Haus                    |              | 15, rue du Presbytère (Lage)                                             | PA00087101    | Inscrit      | 1927      | weitere Bilder |
| Priorat Saint-Sauveur   |              | 5 rue Saint-Étienne 1, 3, 5 rue du Château 2, 4 rue Saint-Sauveur (Lage) | PA00087102    | Inscrit      | 1946 2006 | weitere Bilder |

## Liste der Objekte
Zum Verständnis siehe: Kirchenausstattung
- Monuments historiques (Objekte) in Melun in der Base Palissy des französischen Kultusministeriums